# رأس الکلب
راس الکلب نام منطقه ای بود در غرب قومس (استان سمنان کنونی) که در کوه‌های کم ارتفاع غرب لاسجرد واقع شده بود. راس الکلب دهی است منتهی به قومس که امروزه نامی از آن در نقشه‌ها نیست. در محل راس الکلب قلعهٔ عجیب لاسگرد واقع است. این روستا را سگسر یا سنگسر نیز می‌نامیدند.